# Tim Sestito
Tim Sestito (* 28. August 1984 in Rome, New York) ist ein ehemaliger italo-amerikanischer Eishockeyspieler, der im Verlauf seiner aktiven Karriere zwischen 2001 und 2017 unter anderem 102 Spiele für die Edmonton Oilers und New Jersey Devils in der National Hockey League auf der Position des Centers und linken Flügelstürmers bestritten hat. Hauptsächlich spielte Sestito jedoch in der American Hockey League. Sein jüngerer Bruder Tom war ebenfalls professioneller Eishockeyspieler.

## Karriere

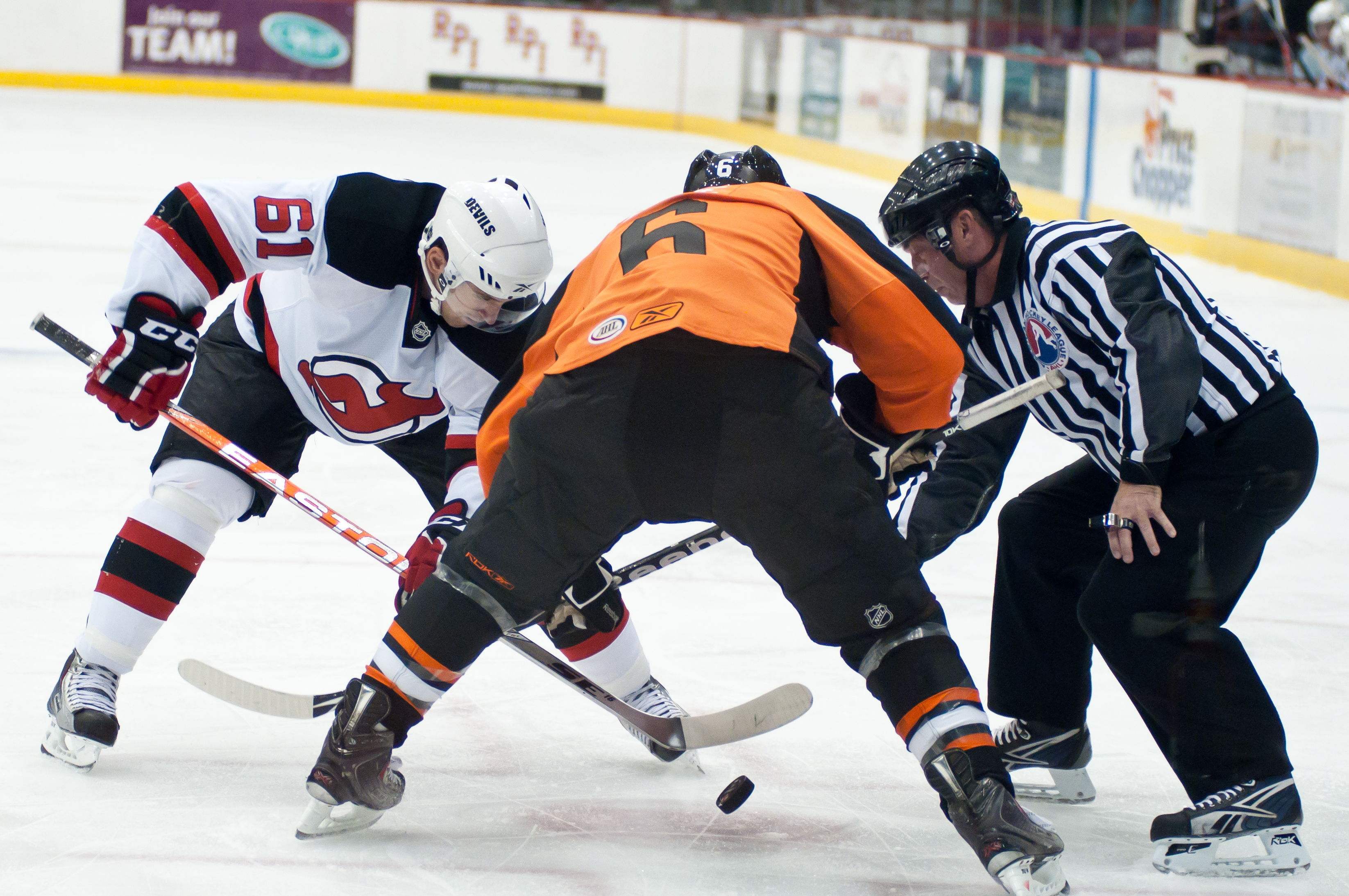
Tim Sesisto (li.) im Trikot der Albany Devils (2010)

Tim Sestito begann seine Karriere als Eishockeyspieler bei den Plymouth Whalers, für die er von 2001 bis 2005 in der kanadischen Juniorenliga Ontario Hockey League aktiv war. Anschließend beendete er die Saison 2004/05 bei den Bridgeport Sound Tigers aus der American Hockey League. Nach einem Jahr bei den Greenville Grrrowl in der ECHL wurde der Verteidiger als Free Agent am 28. August 2006 von den Edmonton Oilers unter Vertrag genommen. In den folgenden drei Jahren spielte der Linksschütze fast ausschließlich für die Farmteams der Oilers, die Wilkes-Barre/Scranton Penguins und Springfield Falcons in der American Hockey League sowie die Stockton Thunder aus der ECHL. Sein einziges Spiel in der National Hockey League für die Edmonton Oilers bestritt der US-Amerikaner am 26. November 2008 gegen die Los Angeles Kings.
Am 9. Juli 2009 wurde Sestito zu den New Jersey Devils transferiert, für die er bis 2015 in der NHL, sowie für deren Farmteams, zunächst die Lowell Devils, ab 2010 die Albany Devils, in der AHL auf dem Eis stand. Nach der Saison 2014/15 lief sein Vertrag mit den Devils aus und Sestito entschied für einen Wechsel in die Kontinentale Hockey-Liga zu Dinamo Riga. Dort verbrachte er zwei Spielzeiten, ehe er im August 2017 – wenige Tage vor seinem 33. Geburtstag – seinen Rückzug aus dem aktiven Profisport erklärte.

## Erfolge und Auszeichnungen
- 2002 OHL First All-Rookie-Team

## Karrierestatistik
(Legende zur Spielerstatistik: Sp oder GP = absolvierte Spiele; T oder G = erzielte Tore; V oder A = erzielte Assists; Pkt oder Pts = erzielte Scorerpunkte; SM oder PIM = erhaltene Strafminuten; +/− = Plus/Minus-Bilanz; PP = erzielte Überzahltore; SH = erzielte Unterzahltore; GW = erzielte Siegtore; 1 Play-downs/Relegation; Kursiv: Statistik nicht vollständig)